# Canton de l'Estuaire
Le canton de l'Estuaire est une circonscription électorale française du département de la Gironde.

## Histoire
Un nouveau découpage territorial de la Gironde (département) entre en vigueur à l'occasion des premières élections départementales suivant le décret du 20 février 2014. Les conseillers départementaux sont, à compter de ces élections, élus au scrutin majoritaire binominal mixte. Les électeurs de chaque canton élisent au Conseil départemental, nouvelle appellation du Conseil général, deux membres de sexe différent, qui se présentent en binôme de candidats. Les conseillers départementaux sont élus pour 6 ans au scrutin binominal majoritaire à deux tours, l'accès au second tour nécessitant 12,5 % des inscrits au 1er tour. En outre la totalité des conseillers départementaux est renouvelée. Ce nouveau mode de scrutin nécessite un redécoupage des cantons dont le nombre est divisé par deux avec arrondi à l'unité impaire supérieure si ce nombre n'est pas entier impair, assorti de conditions de seuils minimaux. Dans la Gironde, le nombre de cantons passe ainsi de 63 à 33.
Le canton de L'Estuaire est formé de communes des anciens cantons de Saint-Ciers-sur-Gironde (11 communes), de Bourg (15 communes) et de Blaye (13 communes). Il est entièrement inclus dans l'arrondissement de Blaye. Le bureau centralisateur est situé à Blaye.

## Représentation
| Période élective | Période élective | Mandat | Mandat   | Identité          | Nuance | Nuance | Qualité                                                                                           |
| ---------------- | ---------------- | ------ | -------- | ----------------- | ------ | ------ | ------------------------------------------------------------------------------------------------- |
| 2015             | 2021             | 2015   | 2021     | Valérie Ducout    |        | DVD    | maire de Saint-Ciers-sur-Gironde (2014-2020)                                                      |
| 2015             | 2021             | 2015   | 2021     | Xavier Loriaud    |        | MoDem  | adjoint au maire de Blaye jusqu'en 2020, ancien conseiller général du canton de Blaye (2008-2015) |
| 2021             | 2028             | 2021   | en cours | Louis Cavaleiro   |        | DVG    | Maire Place publique d'Étauliers                                                                  |
| 2021             | 2028             | 2021   | en cours | Valérie Guinaudie |        | PS     | Maire de Mombrier, Présidente de la Communauté de communes                                        |

### Résultats détaillés

#### Élections de mars 2015
À l'issue du 1er tour des élections départementales de 2015, trois binômes sont en ballottage : Valérie Ducout et Xavier Loriaud (Union de la Droite, 32,07 %), Martine Barthe et Pierre Dinet (FN, 31,61 %) et Bernard Bournazeau et Nathalie Junin (Union de la Gauche, 25,82 %). Le taux de participation est de 52,53 % (15 736 votants sur 29 957 inscrits) contre 50,54 % au niveau départemental et 50,17 % au niveau national.
Au second tour, Valérie Ducout et Xavier Loriaud (Union de la Droite) sont élus avec 37,41 % des suffrages exprimés et un taux de participation de 55,21 % (5 931 voix pour 16 538 votants et 29 954 inscrits).

#### Élections de juin 2021
Le premier tour des élections départementales de 2021 est marqué par un très faible taux de participation (33,26 % au niveau national). Dans le canton de l'Estuaire, ce taux de participation est de 33,2 % (10 186 votants sur 30 680 inscrits) contre 33,41 % au niveau départemental. À l'issue de ce premier tour, deux binômes sont en ballottage : Louis Cavaleiro et Valérie Guinaudie (Union à gauche, 37,41 %) et Christine Dumas et Michel Henry (ED, 26,57 %).
Le second tour des élections est marqué une nouvelle fois par une abstention massive équivalente au premier tour. Les taux de participation sont de 34,36 % au niveau national, 33,6 % dans le département et 33,98 % dans le canton de l'Estuaire. Louis Cavaleiro et Valérie Guinaudie (Union à gauche) sont élus avec 62,71 % des suffrages exprimés (5 976 voix pour 10 428 votants et 30 689 inscrits),,.
| Candidats                 | Partis                   | Nuance                   | Premier tour | Premier tour | Second tour | Second tour |
| Candidats                 | Partis                   | Nuance                   | Voix         | %            | Voix        | %           |
| ------------------------- | ------------------------ | ------------------------ | ------------ | ------------ | ----------- | ----------- |
| Louis Cavaleiro           | PP                       | UG                       | 3 540        | 37,41        | 5 976       | 62,71       |
| Valérie Guinaudie         | PS                       | UG                       | 3 540        | 37,41        | 5 976       | 62,71       |
| Christine Dumas           | RN                       | EXD                      | 2 514        | 26,57        | 3 554       | 37,29       |
| Michel Henry              | DVD                      | EXD                      | 2 514        | 26,57        | 3 554       | 37,29       |
| Mathieu Delomier          | DVD                      | UCD                      | 1 688        | 17,84        |             |             |
| Anne-Marie Verit          | Agir                     | UCD                      | 1 688        | 17,84        |             |             |
| Alexis Bornazeau          | SE                       | DIV                      | 1 234        | 13,04        |             |             |
| Catherine Verges          | SE                       | DIV                      | 1 234        | 13,04        |             |             |
| Charles Tailleur          | LP                       | DSV                      | 282          | 2,98         |             |             |
| Céline Tricheux           | LP                       | DSV                      | 282          | 2,98         |             |             |
| Sandrine Guyomar          | DVG                      | DVG                      | 205          | 2,17         |             |             |
| Patrice-Nicolas Manterola | DVG                      | DVG                      | 205          | 2,17         |             |             |
|                           |                          |                          |              |              |             |             |
| Suffrages exprimés        | Suffrages exprimés       | Suffrages exprimés       | 9 463        | 92,90        | 9 530       | 91,39       |
| Votes blancs              | Votes blancs             | Votes blancs             | 435          | 4,27         | 573         | 5,49        |
| Votes nuls                | Votes nuls               | Votes nuls               | 288          | 2,83         | 325         | 3,12        |
| Total                     | Total                    | Total                    | 10 186       | 100          | 10 428      | 100         |
| Abstention                | Abstention               | Abstention               | 20 494       | 66,80        | 20 261      | 66,02       |
| Inscrits / participation  | Inscrits / participation | Inscrits / participation | 30 680       | 33,20        | 30 689      | 33,98       |

## Composition
À sa création, le canton de l'Estuaire comprend trente-neuf communes entières.
À la suite de la fusion des communes de Marcillac et de Saint-Caprais-de-Blaye, le 1er janvier 2019, pour former la commune nouvelle de Val-de-Livenne, le canton comprend 38 communes. Ce changement est acté par un arrêté du 7 novembre 2019.
| Nom                           | Code Insee | Intercommunalité       | Superficie (km2) | Population (dernière pop. légale) | Densité (hab./km2) | Modifier                                    |
| ----------------------------- | ---------- | ---------------------- | ---------------- | --------------------------------- | ------------------ | ------------------------------------------- |
| Blaye (bureau centralisateur) | 33058      | CC de Blaye            | 6,42             | 5 017 (2022)                      | 781                | modifier les données · modifier les données |
| Anglade                       | 33006      | CC de l'Estuaire       | 13,82            | 896 (2022)                        | 65                 | modifier les données · modifier les données |
| Bayon-sur-Gironde             | 33035      | CC de Blaye            | 5,70             | 737 (2022)                        | 129                | modifier les données · modifier les données |
| Berson                        | 33047      | CC de Blaye            | 17,98            | 1 833 (2022)                      | 102                | modifier les données · modifier les données |
| Bourg                         | 33067      | CC du Grand Cubzaguais | 10,54            | 2 264 (2022)                      | 215                | modifier les données · modifier les données |
| Braud-et-Saint-Louis          | 33073      | CC de l'Estuaire       | 49,24            | 1 524 (2022)                      | 31                 | modifier les données · modifier les données |
| Campugnan                     | 33089      | CC de Blaye            | 6,23             | 520 (2022)                        | 83                 | modifier les données · modifier les données |
| Cars                          | 33100      | CC de Blaye            | 11,10            | 1 219 (2022)                      | 110                | modifier les données · modifier les données |
| Cartelègue                    | 33101      | CC de l'Estuaire       | 11,45            | 1 297 (2022)                      | 113                | modifier les données · modifier les données |
| Comps                         | 33132      | CC de Blaye            | 1,66             | 538 (2022)                        | 324                | modifier les données · modifier les données |
| Étauliers                     | 33159      | CC de l'Estuaire       | 12,98            | 1 598 (2022)                      | 123                | modifier les données · modifier les données |
| Eyrans                        | 33161      | CC de l'Estuaire       | 4,28             | 755 (2022)                        | 176                | modifier les données · modifier les données |
| Fours                         | 33172      | CC de Blaye            | 4,64             | 265 (2022)                        | 57                 | modifier les données · modifier les données |
| Gauriac                       | 33182      | CC de Blaye            | 5,54             | 737 (2022)                        | 133                | modifier les données · modifier les données |
| Lansac                        | 33228      | CC du Grand Cubzaguais | 6,00             | 671 (2022)                        | 112                | modifier les données · modifier les données |
| Mazion                        | 33280      | CC de l'Estuaire       | 3,71             | 545 (2022)                        | 147                | modifier les données · modifier les données |
| Mombrier                      | 33285      | CC du Grand Cubzaguais | 4,25             | 465 (2022)                        | 109                | modifier les données · modifier les données |
| Plassac                       | 33325      | CC de Blaye            | 7,12             | 942 (2022)                        | 132                | modifier les données · modifier les données |
| Pleine-Selve                  | 33326      | CC de l'Estuaire       | 4,23             | 220 (2022)                        | 52                 | modifier les données · modifier les données |
| Prignac-et-Marcamps           | 33339      | CC du Grand Cubzaguais | 9,66             | 1 457 (2022)                      | 151                | modifier les données · modifier les données |
| Pugnac                        | 33341      | CC du Grand Cubzaguais | 13,53            | 2 417 (2022)                      | 179                | modifier les données · modifier les données |
| Reignac                       | 33351      | CC de l'Estuaire       | 37,43            | 1 626 (2022)                      | 43                 | modifier les données · modifier les données |
| Saint-Androny                 | 33370      | CC de l'Estuaire       | 11,65            | 582 (2022)                        | 50                 | modifier les données · modifier les données |
| Saint-Aubin-de-Blaye          | 33374      | CC de l'Estuaire       | 11,54            | 843 (2022)                        | 73                 | modifier les données · modifier les données |
| Saint-Ciers-de-Canesse        | 33388      | CC de Blaye            | 6,80             | 754 (2022)                        | 111                | modifier les données · modifier les données |
| Saint-Ciers-sur-Gironde       | 33389      | CC de l'Estuaire       | 38,34            | 3 128 (2022)                      | 82                 | modifier les données · modifier les données |
| Saint-Genès-de-Blaye          | 33405      | CC de Blaye            | 7,41             | 495 (2022)                        | 67                 | modifier les données · modifier les données |
| Saint-Martin-Lacaussade       | 33441      | CC de Blaye            | 3,94             | 1 166 (2022)                      | 296                | modifier les données · modifier les données |
| Saint-Palais                  | 33456      | CC de l'Estuaire       | 9,76             | 512 (2022)                        | 52                 | modifier les données · modifier les données |
| Saint-Paul                    | 33458      | CC de Blaye            | 10,87            | 1 032 (2022)                      | 95                 | modifier les données · modifier les données |
| Saint-Seurin-de-Bourg         | 33475      | CC de Blaye            | 2,47             | 419 (2022)                        | 170                | modifier les données · modifier les données |
| Saint-Seurin-de-Cursac        | 33477      | CC de l'Estuaire       | 2,36             | 773 (2022)                        | 328                | modifier les données · modifier les données |
| Saint-Trojan                  | 33486      | CC du Grand Cubzaguais | 3,05             | 368 (2022)                        | 121                | modifier les données · modifier les données |
| Samonac                       | 33500      | CC de Blaye            | 3,90             | 471 (2022)                        | 121                | modifier les données · modifier les données |
| Tauriac                       | 33525      | CC du Grand Cubzaguais | 10,51            | 1 330 (2022)                      | 127                | modifier les données · modifier les données |
| Teuillac                      | 33530      | CC du Grand Cubzaguais | 7,15             | 882 (2022)                        | 123                | modifier les données · modifier les données |
| Val-de-Livenne                | 33380      | CC de l'Estuaire       | 37,40            | 1 800 (2022)                      | 48                 | modifier les données · modifier les données |
| Villeneuve                    | 33551      | CC de Blaye            | 4,63             | 408 (2022)                        | 88                 | modifier les données · modifier les données |
| Canton de l'Estuaire          | 3313       |                        | 419,29           | 42 506 (2022)                     | 101                | modifier les données                        |

## Démographie
En 2022, le canton comptait 42 506 habitants, en évolution de +2,77 % par rapport à 2016 (Gironde : +6,91 %, France hors Mayotte : +2,11 %).
| 2013   | 2018   | 2022   |
| ------ | ------ | ------ |
| 40 849 | 41 515 | 42 506 |